# LibriVox
LibriVox — некоммерческий проект по созданию аудиокниг, распространяемых как общественное достояние. По состоянию на август 2016 года в рамках проекта было создано 10 000 аудиокниг

## Авторские права
Аудиокниги записываются добровольцами, которые читают тексты, являющиеся общественным достоянием в Соединённых Штатах Америки — например, многие тексты из Project Gutenberg. Получившиеся записи, по возможности, являются общественным достоянием, если общественным достоянием являются сами эти тексты.

## Технические детали
Книги хранятся и закачиваются на archive.org и ibiblio в формате MP3 128 kbps. Archive.org конвертирует их из уже неполного качества в MP3 64 kbps и свободный от патентов формат Ogg Vorbis без указания качества, с битрейтом около 70 килобит.
Файлы в более высоком качестве не предоставляются, как и файлы в свободном от патентов формате для записи речи Ogg Speex.